# Merrill (Iowa)
Merrill – miasto w Stanach Zjednoczonych, w stanie Iowa, w hrabstwie Plymouth. Zgodnie ze spisem statystycznym z 2000 roku, miasto liczyło 754 mieszkańców.